# Eurocities
Het netwerk Eurocities werd gesticht in 1986 door de burgemeesters van zes grote Europese steden. De stichtende leden zijn:
- Barcelona, Spanje
- Birmingham, Verenigd Koninkrijk
- Frankfurt, Duitsland
- Lyon, Frankrijk
- Milaan, Italië
- Rotterdam, Nederland

Het netwerk bestaat tegenwoordig uit meer dan 130 Europese steden uit 30 verschillende landen.
Het idee was dat de grote Europese steden voordeel konden halen uit dit samenwerkingsverband en dat men hiermee een politiek platform kon scheppen om op gelijkwaardig niveau met de Europese instellingen te kunnen onderhandelen.
Het lidmaatschap is vrij voor Europese steden die minstens 250.000 inwoners tellen. Steden uit de Europese Unie worden volwaardige leden, andere Europese steden worden geassocieerd lid. Ook bedrijven en organisaties kunnen geassocieerd lid worden.